# Paul Nickerl
Paul Nickerl (* 13. November 1900 in Großloh, Österreich-Ungarn; † 12. Dezember 1939) war ein tschechoslowakischer Politiker (Sudetendeutsche Partei) deutscher Nationalität. Er war von 1935 bis 1938 Abgeordneter des Tschechoslowakischen Abgeordnetenhauses.

## Leben und Werk
Er war der Sohn eines Maurers. Nickel wurde nach dem Schulbesuch nach kurzen Aufenthalt in Eger Arbeiter in eine Lederfabrik in Fleißen. Er war Mitglied der Freiwilligen Feuerwehr und trat 1935 der Sudetendeutschen Partei (SdP) bei, für die er im gleichen Jahr in das Abgeordnetenhaus der Tschechoslowakei gewählt wurde. Nach der deutschen Besetzung des Sudetenlandes infolge des Münchner Abkommens erlosch sein Mandat am 30. Oktober 1938. Er starb im Alter von 39 Jahren nach einer Blinddarmoperation.